# Boeotarcha caeruleotincta
Boeotarcha caeruleotincta là một loài bướm đêm trong họ Crambidae.